# 레드삭스 (음악 그룹)
레드삭스는 2005년 여름에 데뷔한 여성 그룹이다. 탤런트 출신의 채영인과 노정명 모델 출신의 주은 그리고 이혜림 민세린으로 구성되어 있다.
탤런트 정시연도 레드삭스의 일원이었으나 데뷔 전 탈퇴하였고 5인조로 제정비해서 데뷔하게 되었다. 데뷔곡 lalala는 빠른 템포와 라틴풍의 댄스곡이며 이 곡으로 활발한 활동을 펼친다. 2005년 10월 구미에서 행사를 마치고 서울로 올라오는 중 교통사고를 당해 잠시 활동을 중단하게 되었다. 11월 15일 후속곡 미디엄 템포의 곡인 Sweet Dream으로 활동을 재개하는데 멤버 중 주은이 탈퇴로 인해 4인조로 활동하게 된다. 하지만 현재 해체했다. 현재 리더 채영인은 솔로가수 활동 및 연기자로 꾸준히 활동하고 있다.

## 발매앨범
- 1st Single - Redsox The First Single(2006년)

]